# Jupiler Pro League 2011-12
Jupiler Pro League 2011-12 var den 109. udgave af det belgiske mesterskab i fodbold.

## Tabel
| Nr | Hold          | K  | V  | U  | T  | Mf |   | Mi | +/- | P                               |
| -- | ------------- | -- | -- | -- | -- | -- | - | -- | --- | ------------------------------- |
| 1  | Anderlecht    | 30 | 20 | 7  | 3  | 61 | – | 26 | +35 | 67Mesterskabs slutspil 2011-12  |
| 2  | Club Brugge   | 30 | 19 | 4  | 7  | 51 | – | 32 | +19 | 61Mesterskabs slutspil 2011-12  |
| 3  | Gent          | 30 | 17 | 5  | 8  | 63 | – | 35 | +28 | 56Mesterskabs slutspil 2011-12  |
| 4  | Standard      | 30 | 14 | 9  | 7  | 43 | – | 33 | +10 | 51Mesterskabs slutspil 2011-12  |
| 5  | Genk          | 30 | 13 | 7  | 10 | 60 | – | 44 | +16 | 46Mesterskabs slutspil 2011-12  |
| 6  | Kortrijk      | 30 | 13 | 7  | 10 | 39 | – | 36 | +3  | 46Mesterskabs slutspil 2011-12  |
| 7  | Cercle Brugge | 30 | 13 | 7  | 10 | 36 | – | 37 | −1  | 46Europa League Playoff 2011-12 |
| 8  | Lokeren       | 30 | 11 | 11 | 8  | 48 | – | 40 | +8  | 44Europa League Playoff 2011-12 |
| 9  | Mechelen      | 30 | 10 | 7  | 13 | 40 | – | 50 | −10 | 37Europa League Playoff 2011-12 |
| 10 | Mons          | 30 | 9  | 9  | 12 | 50 | – | 55 | −5  | 36Europa League Playoff 2011-12 |
| 11 | Beerschot     | 30 | 9  | 9  | 12 | 45 | – | 51 | −6  | 36Europa League Playoff 2011-12 |
| 12 | Lierse        | 30 | 6  | 13 | 11 | 24 | – | 36 | −12 | 31Europa League Playoff 2011-12 |
| 13 | Zulte Waregem | 30 | 6  | 12 | 12 | 33 | – | 37 | −4  | 30Europa League Playoff 2011-12 |
| 14 | Leuven        | 30 | 7  | 8  | 15 | 38 | – | 58 | −20 | 29Europa League Playoff 2011-12 |
| 15 | Westerlo      | 30 | 5  | 5  | 20 | 29 | – | 59 | −30 | 20Nedryknings playoff           |
| 16 | Sint-Truiden  | 30 | 3  | 10 | 17 | 32 | – | 61 | −29 | 19Nedryknings playoff           |

 K: Kampe spillet, V: Vundne kampe, U: Uafgjorte kampe, T: Tabte kampe, Mf: Mål for, Mi: Mål imod, +/-: Måldifference, P: Point

 

### Slutspil
| Nr | Hold        | K  | V | U | T | Mf |   | Mi | +/- | P                                               |
| -- | ----------- | -- | - | - | - | -- | - | -- | --- | ----------------------------------------------- |
| 1  | Anderlecht  | 10 | 5 | 3 | 2 | 16 | – | 8  | +8  | 52UEFA Champions League 2012-13 3. kval-runde   |
| 2  | Club Brugge | 10 | 5 | 2 | 3 | 14 | – | 11 | +3  | 48UEFA Champions League 2012-13 3. kval-runde   |
| 3  | Genk        | 10 | 6 | 0 | 4 | 19 | – | 19 | 0   | 41UEFA Europa League tredje kvalifikationsrunde |
| 4  | Gent        | 10 | 4 | 0 | 6 | 16 | – | 16 | 0   | 40                                              |
| 5  | Standard    | 10 | 2 | 3 | 5 | 10 | – | 17 | −7  | 35                                              |
| 6  | Kortrijk    | 10 | 3 | 2 | 5 | 16 | – | 20 | −4  | 34                                              |

 K: Kampe spillet, V: Vundne kampe, U: Uafgjorte kampe, T: Tabte kampe, Mf: Mål for, Mi: Mål imod, +/-: Måldifference, P: Point

 

## Europa League Playoff
Gruppe A indeholder holdene som sluttede på 7, 9, 12 og 14 pladsen. Holdene som sluttede 8, 10, 11 og 13 er placeret i gruppe B.

### Gruppe A
| Nr | Hold          | K | V | U | T | Mf |   | Mi | +/- | P                              |
| -- | ------------- | - | - | - | - | -- | - | -- | --- | ------------------------------ |
| 1  | Cercle Brugge | 6 | 3 | 2 | 1 | 16 | – | 10 | +6  | 11Europa League playoff finale |
| 2  | OH Leuven     | 6 | 3 | 1 | 2 | 15 | – | 14 | +1  | 10                             |
| 3  | Lierse        | 6 | 1 | 4 | 1 | 7  | – | 7  | 0   | 7                              |
| 4  | Mechelen      | 6 | 1 | 1 | 4 | 7  | – | 14 | −7  | 4                              |

 K: Kampe spillet, V: Vundne kampe, U: Uafgjorte kampe, T: Tabte kampe, Mf: Mål for, Mi: Mål imod, +/-: Måldifference, P: Point

 

### Gruppe B
| Nr | Hold          | K | V | U | T | Mf |   | Mi | +/- | P                              |
| -- | ------------- | - | - | - | - | -- | - | -- | --- | ------------------------------ |
| 1  | Mons          | 6 | 3 | 2 | 1 | 8  | – | 4  | +4  | 11Europa League playoff finale |
| 2  | Zulte Waregem | 6 | 2 | 2 | 2 | 7  | – | 8  | −1  | 8                              |
| 3  | Beerschot     | 6 | 2 | 1 | 3 | 9  | – | 10 | −1  | 7                              |
| 4  | Lokeren       | 6 | 1 | 3 | 2 | 9  | – | 11 | −2  | 6                              |

 K: Kampe spillet, V: Vundne kampe, U: Uafgjorte kampe, T: Tabte kampe, Mf: Mål for, Mi: Mål imod, +/-: Måldifference, P: Point

 

### Europa League playoff finale
Vinderen af finalen vil blive givet adgang til anden kvalifikationsrunde i UEFA Europa League 2012-13.
| 10. maj 2012 20:30 CEST |

| Mons | 0 – 1 | Cercle Brugge |
| ---- | ----- | ------------- |
|      |       | Rudy 59' ·    |

| Stade Charles Tondreau, Mons |

| 14. maj 2012 20:30 CEST |

| Cercle Brugge                             | 3 – 2 | Mons                        |
| ----------------------------------------- | ----- | --------------------------- |
| Van Eenoo 54' · Mertens 74' · Gombami 85' |       | Jarju 20' · De Belder 90' · |

| Jan Breydel Stadium, Brugge |

Cercle Brugge vinder 4–2 samlet.

## Målscorer
Kilder: sporza.be (nederlandsk/hollandsk) og Sport.be Arkiveret 12. august 2014 hos  Wayback Machine (nederlandsk/hollandsk)
| Nr. | Spiller             | Klub          | Mål |
| --- | ------------------- | ------------- | --- |
| 1   | Jérémy Perbet       | Mons          | 25  |
| 2   | Jelle Vossen        | Genk          | 21  |
| 3   | Christian Benteke   | Genk          | 16  |
| 4   | Joseph Akpala       | Club Brugge   | 15  |
| 4   | Dieumerci Mbokani   | Anderlecht    | 15  |
| 4   | Jordan Remacle      | OH Leuven     | 15  |
| 7   | Guillaume Gillet    | Anderlecht    | 14  |
| 7   | Julien Gorius       | Mechelen      | 14  |
| 9   | Hernán Losada       | Beerschot     | 13  |
| 10  | Benjamin De Ceulaer | Lokeren       | 12  |
| 10  | Hamdi Harbaoui      | Lokeren       | 12  |
| 10  | Ilombe Mboyo        | Gent          | 12  |
| 10  | Rudy                | Cercle Brügge | 12  |
| 10  | Matías Suárez       | Anderlecht    | 12  |